# USV Saalebiber Halle
Das Team USV Halle Saalebiber ist eine Floorball-Mannschaft aus Halle (Saale) in Sachsen-Anhalt. In der Saison 2019/20 spielte die erste Herrenmannschaft in der 2. Floorball-Bundesliga und die zweite Herrenmannschaft in der Verbandsliga Ost. Zum Verein gehören ebenso eine U17-, U15-, U13- und U11-Mannschaft sowie ein Damenteam aus der Regionalliga Ost (Kleinfeld), die am Spielbetrieb teilnehmen.

## Geschichte
Im Jahre 1995 wurde im Großsportverein USV Halle eine Sektion Floorball gegründet. In der Saison 1998/99 gewann man die Deutsche Meisterschaft. Nach ein paar Jahren in der Floorball-Bundesliga erreichte man in der Saison 2004/05 nur den neunten und damit letzten Platz. Seitdem spielen die Saalebiber in der 2. Floorball-Bundesliga, die sie 2006/07 gewannen. Dennoch wurde aus finanziellen und personellen Gründen auf den Aufstieg verzichtet.
In den Saisons 2005/06 und 2006/07 spielten parallel noch einige der halleschen Spieler in der Spielgemeinschaft Halle/Hohenmölsen mit und erreichten Platz 3 und Platz 7. In der Saison 2014/15 gewann die Mannschaft die Süd-/Oststaffel der 2. Floorball-Bundesliga und es folgte 2015/16 eine weitere Saison in der Floorball-Bundesliga, nach welcher jedoch ein direkter Wiederabstieg erfolgte.

## Erfolge
- Deutscher Pokalsieger (KF) 1997
- Deutscher Meister 1999
- Deutscher Vizemeister (KF) 2005
- Meister 2. Bundesliga 2007
- Meister 2. Bundesliga 2014/2015
- Aufstieg 1. Bundesliga 2015/2016
- Abstieg 2. Bundesliga 2016/2017